# Torymus cultriventris
Torymus cultriventris är en stekelart som beskrevs av Julius Theodor Christian Ratzeburg 1844. Torymus cultriventris ingår i släktet Torymus och familjen gallglanssteklar. Inga underarter finns listade i Catalogue of Life.